# Tamba multiplaga
Tamba multiplaga är en fjärilsart som beskrevs av Swinhoe 1901. Tamba multiplaga ingår i släktet Tamba och familjen nattflyn. Inga underarter finns listade i Catalogue of Life.